# Hexaplex radix
Espèce
Hexaplex radix est une espèce de mollusques gastéropodes appartenant à la famille des Muricidae.

## Description
Longueur : 11 cm.

## Répartition et habitat
Il vit le long des côtes ouest de l’Amérique tropicale, en eau peu profonde.

## Source
- Arianna Fulvo et Roberto Nistri (2005). 350 coquillages du monde entier. Delachaux et Niestlé (Paris) : 256 p.  (ISBN 2-603-01374-2)